# Selamlik
De selamlik (Turks: Selamlık) was oorspronkelijk het woongedeelte van een Turks huis voor mannen en in tegenstelling tot het vrouwengedeelte, de harem, voor buitenstaanders toegankelijk. Het begript stamt af van het woord selam, dat 'gegroet' betekent. Tussen de selamlik en de harem bevond zich de mabein.
Ook werd zo de officiële ontvangst van hoogwaardigheidsbekleders genoemd, die naast de sultan aan het beiramfeest deelnamen dat in de tuin van het oude serail werd gehouden.